# Lomnice (Smědá)
Die Lomnice (deutsch Lunzbach, auch Lomnitzbach) ist ein rechter Nebenfluss der Smědá (Wittig) in Tschechien.

## Verlauf
Die Lomnice entspringt im Isergebirge am Nordhang des Smrk. Ihr Oberlauf liegt im Landschaftsschutzgebiet CHKO Jizerské hory und führt durch ein tiefes Tal zwischen dem Měděnec (Kupferberg, 777 m) und der Rapická hora (Raplitz, 708 m) nach Nordwesten. Bei Nové Město pod Smrkem erreicht der Bach das Isergebirgsvorland (Frýdlantská pahorkatina) und fließt am südlichen Fuße des Heinersdorfer Rückens (Jindřichovický hřeben) zwischen Podlesí und Nové Město pod Smrkem in westliche Richtung.
Unterhalb von Nové Město pod Smrkem wird die Lomnice zweimal von der Bahnstrecke Frýdlant v Čechách–Jindřichovice pod Smrkem überbrückt.
Der Mittellauf der Lomnice führt vorbei an Hajniště und V Lukách sowie nördlich des Chlum (Hoher Hain, 495 m) durch den Naturpark Peklo. Auf ihrem Unterlauf wendet sich die Lomnice nach Südwesten. Südlich des Hügels Hadí kopec (378 m) befindet sich im Tal der Lomnice Naturdenkmal PP Hadí kopec. Nach 16,1 Kilometern mündet die Lomnice am Rande des Naturparks Peklo in Luh in die Smědá. 

## Zuflüsse
- Novoměstský potok (l), bei Hajniště
- Ztracený potok (l), bei Hajniště
- Ludvíkovský potok (l), unterhalb von Hajniště
- Přebytecký potok (l), unterhalb von Hajniště